# Township (Africa de Sud)

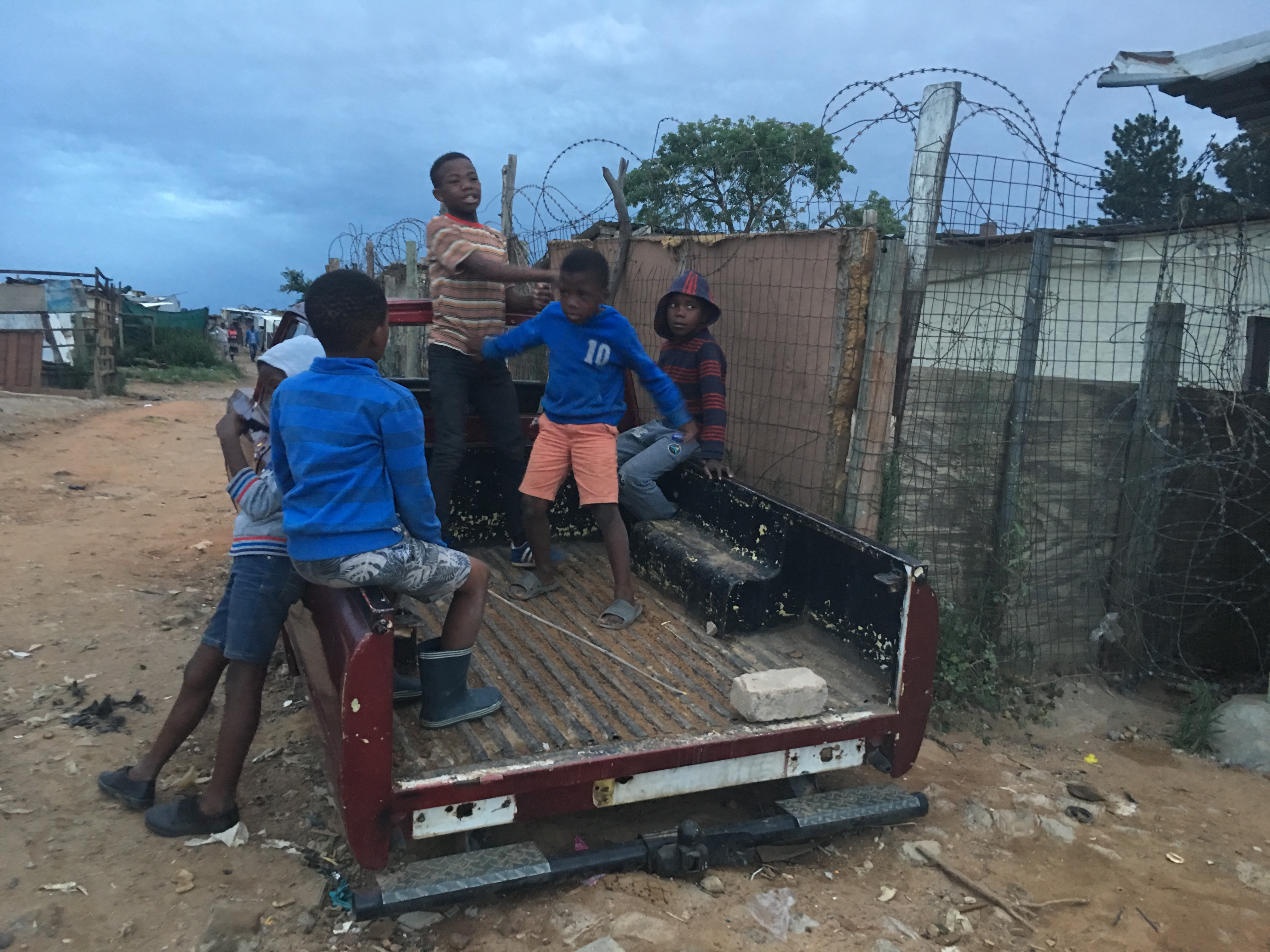
Township.

În Africa de Sud, termenul township se referă la zonele urbane (îndeosebi subdezvoltate) care, în timpul apartheidului, erau rezervate non-albilor, persoane de culoare din Africa, dar și muncitori indieni. Township-urile erau construite la periferia orașelor.